# Смерть единорога
«Смерть единорога» (англ. Death of a Unicorn) — американский комедийный фильм ужасов, снятый Алексом Шарфманом по собственному сценарию. Главные роли исполнили Пол Радд и Дженна Ортега. Мировая премьера картины состоялась 8 марта 2025 года на фестивале South by Southwest. В США фильм вышел в прокат 28 марта 2025 года, в России — 3 апреля 2025 года.

## Сюжет
Отец и его дочь-подросток случайно сбивают насмерть единорога, направляясь на встречу с начальством, Деллом Леопольдом и его семьёй. Они отвозят тело в приют, принадлежащий крупной фармацевтической компании и вскоре учёные обнаруживают, что его тело, кровь и, главное, рог наделены сверхъестественными лечебными свойствами, которые Леопольды стремятся использовать в своих целях. Однако, углубившись в исследования, они обнаруживают смертельно опасные последствия своих действий.

## В ролях
- Пол Радд — Эллиот Кинтнер[9]
- Дженна Ортега — Ридли Кинтнер
- Ричард Э. Грант — Оделл Леопольд, босс Эллиота
- Теа Леони — Белинда Леопольд, жена Оделла
- Уилл Поултер — Шепард Леопольд, сын Оделла
- Энтони Кэрриган — Грифф, дворецкий Леопольдов
- Сунита Мани — доктор Бхатия, учёный
- Джессика Хайнс — Шоу, личный помощник семьи Леопольдов
- Стив Парк — доктор Сонг, учёный

## Производство и релиз
В мае 2023 года стало известно, что Дженна Ортега и Пол Радд получили главные роли в фильме Алекса Шарфмана. В июле компания получила разрешение на продолжение производства во время забастовки SAG-AFTRA, поскольку компания A24 не входит в Альянс продюсеров кино и телевидения. В ноябре 2023 года к актёрскому составу фильма присоединились Ричард Э. Грант, Теа Леони, Уилл Поултер, Энтони Кэрриган, Сунита Мани, Джессика Хайнс и Стив Парк.
Съёмки начались в Венгрии в июле 2023 года.
Премьера фильма состоялась 8 марта 2025 года на фестивале South by Southwest, выход в широкий прокат состоялся 28 марта 2025 года.

## Критика
На сайте-агрегаторе рецензий Rotten Tomatoes фильм имеет рейтинг 54 % на основании 204 рецензий критиков со средней оценкой 6,3 из 10.
В неоднозначной рецензии для The New York Times Манохла Даргис сочла сатирические элементы фильма неубедительными, написав, что шутки о классовом самосознании «не очень удачны или вообще не удачны». Даргис отметила актёрскую игру Дженны Ортеги как одну из лучших частей фильма и как обеспечивающую «истории достаточно сердечности». Тай Бурр в рецензии для The Washington Post поставил фильму две звезды из четырёх, похвалив комедийные элементы, но раскритиковав режиссуру. Бурр пишет: «В результате получилась тональная путаница, неаккуратно снятая и смонтированная осечка, которая растрачивает свой сюжет на нагнетание напряжённости и уродливые, неубедительные спецэффекты».